# خیریه انسان رنجور
خیریه انسان رنجور (به انگلیسی: Suffering Man's Charity) یا نویسنده شبح (به انگلیسی: Ghost Writer) فیلمی محصول سال ۲۰۰۷ و به کارگردانی الن کامینگ است. در این فیلم بازیگرانی همچون الن کامینگ، دیوید بورناز، آن هیچ، هنری توماس، کرن بلک، جین لینچ، کری فیشر، ماریا-النا لاس و راشل لفو ایفای نقش کرده‌اند.